# Piotr Cieplak
Piotr Cieplak (ur. w 1960 w Częstochowie) – polski reżyser teatralny. 

## Życiorys
Po studiach na Wydziale Wiedzy o Teatrze Akademii Teatralnej w Warszawie i reżyserskim w krakowskiej PWST, Piotr Cieplak rozpoczął karierę reżyserską w Teatrze im. Wilama Horzycy w Toruniu, w 1989. Pracował następnie m.in. we Wrocławiu, w Teatrze Współczesnym i w warszawskim Teatrze Dramatycznym. 
W latach 1996–1998 był dyrektorem artystycznym Teatru Rozmaitości w Warszawie (reklamując go jako "najszybszy teatr w mieście"); zapraszał tam do współpracy młodych i oryginalnych reżyserów, takich jak Grzegorz Jarzyna lub Piotr Tomaszuk. Kilkakrotnie reżyserował spektakle dyplomowe w szkołach teatralnych. Współpracuje także z Teatrem Montownia. 
Laureat Nagrody im. Konrada Swinarskiego przyznawanej przez redakcję miesięcznika "Teatr" - za sezon 2004/2005, za reżyserię spektaklu „Słomkowy kapelusz” Eugene’a Labiche’a w Teatrze Powszechnym im. Zygmunta Hübnera w Warszawie. Laureat Feliksa Warszawskiego dla najlepszego spektaklu w sezonie 2007/2008 za "Opowiadania dla Dzieci" według Isaaka Singera w Teatrze Narodowym.

## Nagrody
- 2005: Nagroda im. Konrada Swinarskiego – za reżyserię spektaklu „Słomkowy kapelusz” Eugene’a Labiche’a w Teatrze Powszechnym im. Zygmunta Hübnera w Warszawie[2].
- 2012: Nagroda im. Konrada Swinarskiego – za reżyserię „Nieskończonej historii” Artura Pałygi w Teatrze Powszechnym w Warszawie[2].
- 2022: Nagroda im. Tadeusza Boya-Żeleńskiego za wybitne osiągnięcia w sztuce reżyserskiej ze szczególnym uwzględnieniem spektakli zrealizowanych w Teatrze Narodowym[3].